# 阿雅 (多尔多涅省)
阿雅（法語：Ajat，法語發音：[aʒa]）是法国多尔多涅省的一个市镇，属于佩里格区。

## 地理
阿雅（45°9'23"N, 1°0'58"E）面积21.95 平方千米，位于法国新阿基坦大区多爾多涅省，该省份为法国西南部内陆省份，是法國本土面积第三大的省，大致对应佩里戈尔地区，北起顺时针与夏朗德省、上维埃纳省、科雷兹省、洛特省、洛特-加龙省、吉倫特省和滨海夏朗德省接壤。
与阿雅接壤的市镇（或旧市镇、城区）包括：加比尤、特农、阿兹拉、布鲁绍、福斯马涅、利梅拉、圣奥尔斯。

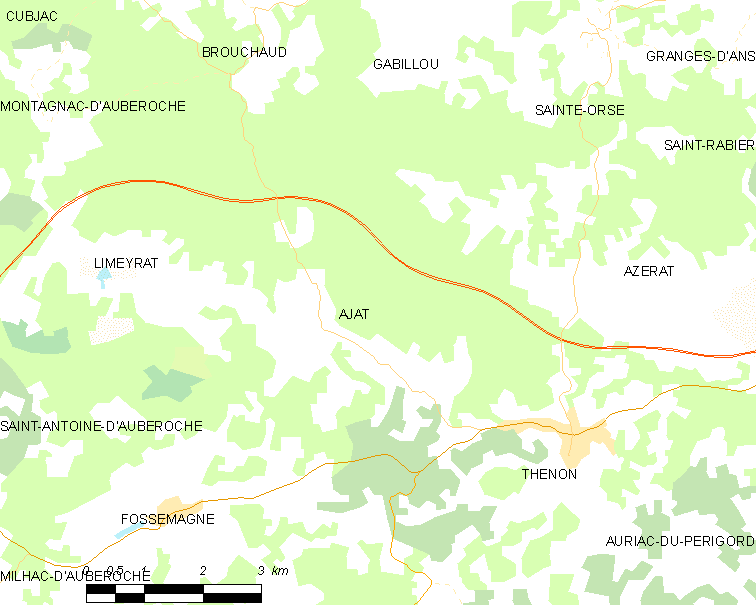
的OSM定位图

阿雅的时区为UTC+01:00、UTC+02:00（夏令时）。

## 行政
阿雅的邮政编码为24210，INSEE市镇编码为24004。

## 政治
阿雅所属的省级选区为上黑色佩里戈尔县。

## 人口

1962-2008年间人口变化图示

阿雅于2022年1月1日时的人口数量为300人。